# Scooter (музичка група)

Скутер (енг./њем.: Scooter) је денс музичка група, основана у Хамбургу, у Њемачкој, која је до сада продала више од 30 милиона носача звука и добила више од 80 златних и платинастих медаља. Скутер се сматра најуспјешнијим њемачким музичким саставом са чак 23 нумере које су се у одређеном тренутку нашле на листи 10 најслушанијих пјесама. Скутер тренутно чине чланови: Х.П Бакстер, Мајкл Сајмон и Етник Зарари (од 2018)
Неки од познатијих хитова ове групе су: "Hyper Hyper", "Move Your Ass", "How Much is the Fish", "The Logical Song", "Nessaja", "Weekend", "Maria (I Like it Loud)"...

## 2018. година
Дана 7. новембра 2018. године, током турнеје под називом "25 Years Wild and Wicked tour" прочуло се да Фил Шпајсер више није члан бенда и да је на његово мјесто дошао Етник Зарари.

## Чланови

### Садашњи чланови
- Х.П. Бакстер - вокали, "MC", гитара (1993. - данас)
- Мајкл Сајмон - продуцент, композитор, клавијатура и диџеј (2006. - данас)
- Етник Зарари - продуцент, композитор, клавијатура (2018. - данас)
- Јенс Теле - менаџмент (1993. - данас)

### Бивши чланови
- Рик Џеј Џордан - дизајн звука, аудио инжењеринг, композитор, продуцент, клавијатура, гитара (1993. - 2014)
- Ферис Билер - клавијатура, композитор, продуцент (1993. 1998)
- Аксел Кун - клавијатура, композитор, продуцент и диџеј (1998. - 2002)
- Џеј Фрог - клавијатура, композитор, продуцент и диџеј (2002. - 2006)
- Фил Шпајсер - продуцент, композитор, клавијатура (2014. - 2018)

## Дискографија
- ... and the Beat Goes On! (1995)
- Our Happy Hardcore (1996)
- Wicked! (1996)
- Age of Love (1997)
- No Time to Chill (1998)
- Back to the Heavyweight Jam (1999)
- Sheffield (2000)
- We Bring the Noise! (2001)
- The Stadium Techno Experience (2003)
- Mind the Gap (2004)
- Who's Got the Last Laugh Now? (2005)
- The Ultimate Aural Orgasm (2007)
- Jumping All Over the World (2007)
- Under the Radar Over the Top (2009)
- The Big Mash Up (2011)
- Music for a Big Night Out (2012)
- The Fifth Chapter (2014)
- Ace (2016)
- Scooter Forever  (2017)
- God Save the Rave (2021)
- Open Your Mind and Your Trousers (2024)

## Списак турнеја
| Година        | Назив турнеје                                  |
| ------------- | ---------------------------------------------- |
| 1997.         | Age Of Love Tour                               |
| 1999.         | No Time To Chill Tour                          |
| 2000.         | Sheffield Tour                                 |
| 2002.         | Push The Beat For This Jam Tour                |
| 2004.         | We Like It Loud Tour                           |
| 2006.         | Who's Got The Last Laugh Now? Tour             |
| 2007.         | Lass Uns Tanzen Club Tour                      |
| 2007.         | The Ultimate Aural Orgasm Australian Club Tour |
| 2008.         | Jumping All Over the World Tour                |
| 2010.         | Under The Radar Over The Top Tour              |
| 2010.         | Stuff The Turkey X-mas Tour                    |
| 2012.         | The Big Mash Up Tour                           |
| 2014.         | 20 Years of Hardcore Tour                      |
| 2016.         | Can't Stop The Hardcore Tour                   |
| 2017. / 2018. | 100% Scooter Wild & Wicked Tour                |